# Alberto Coelho da Cunha
Alberto Coelho da Cunha (Pelotas, 13 de setembro de 1853 - Pelotas, 15 de outubro de 1939), também conhecido pelos pseudônimos Vitor Valpírio e Jatyr, foi um escritor brasileiro dos gêneros conto, romance e novela. Suas muitas colunas para períodicos apresentavam fatos históricos e dados sobre a cidade de Pelotas. Foram 81 “Antigualhas de Pelotas” publicadas no jornal “A Opinião Publica” e muitas "História das ruas de Pelotas" no "Diário Popular".

## Infância e educação
Alberto Coelho da Cunha nasceu em 13 de setembro de 1853, em Pelotas, no Rio Grande do Sul, filho de Maria Antônia Coelho e Felisberto Inácio da Cunha (Barão de Correntes), um rico fazendeiro que trabalhava com a produção de charque.
Durante a infância, Alberto frequentou o colégio primário “Polegada” e o ensino secundário José de Seixas.
Aos treze anos, Alberto foi mandado para a cidade do Rio de Janeiro para estudar no Colégio São Salvador e depois foi transferido para o Colégio Perseverança. Em dezembro de 1869, retornou a Pelotas para férias escolares curtas, mas decidiu não voltar para o Rio de Janeiro, pois estava com laringite que, segundo seu médico, poderia converter-se em tuberculose laríngia.
Residiu por quinze anos (de 1875 a 1890) na Estância Paraizo, fazenda de seu pai. Depois disso, voltou a residir na área urbana de Pelotas, em um sobrado de 11 aberturas, localizado à Rua Cassiano, n° 401, entre as ruas Marechal Deodoro e General Osório.

## Carreira
Aos dezesseis anos, Alberto Coelho da Cunha começou a trabalhar como caixeiro ajudante do guarda-livros no escritório de seu pai; quando foi instigado por Aquiles Porto Alegre a escrever contos nos seus momentos de folga. Alberto animou-se e, sob os pseudônimos de Victor Valpírio e de Jatyr, conseguiu publicá-los na Revista Mensal da Sociedade Partenon Literário.
Em dezembro de 1890, quando tinha entre 37 e 38 anos de idade, Alberto Coelho da Cunha voltou a residir na área urbana e, em 10 de dezembro, foi nomeado Procurador da Intendência Municipal de Pelotas. Algum tempo depois, passou a Secretário do Tesouro Municipal da mesma cidade e trabalhou por muito tempo no setor de estatística; cargo que lhe deu insumos para as muitas “Antigualhas de Pelotas” que publicou no periódico “A Opinião Publica”, pois trabalhava diretamente com o acervo histórico municipal. Ao todo, trabalhou como servidor público por 41 anos, aposentndo-se aos 78 anos de idade, com arteriosclerose generalizada.
Alberto Coelho da Cunha tinha vida política muito ativa. Participou da formação do clube republicano da região de Arroio Grande e foi eleito para a Câmara de Vereadores da Vila, que chegou a presidir. Exerceu dois mandatos de quatro anos cada.

### Escritor
O primeiro texto de Alberto Coelho da Cunha foi publicado na Partenon Literário, em 1872, quando ele tinha 17 anos de idade. A partir do ano de 1874, Vitor Valpirio publicou os contos "Pai Felipe" e "A Filha do Capataz" na Revista Mensal da Sociedade Partenon Literário (1869-1879), ambos ambientados nas charqueadas típicas de Pelotas, no século XIX. Outra obra sua nessa mesma revista é Mãe de ouro, baseada numa lenda gaúcha.
No “Contos Rio-Grandenses - Introdução”, Alberto valorizava a temática nacional para a literatura brasileira (influência alencariana). Certa vez afirmara: "Creio, como alguns escritores nacionais, que temos elementos de sobra para fazermos independência literária."
Foi considerado um precursor do regionalismo literário da cidade de Pelotas. No conto "Pai Felipe: um episódio de charqueada", Alberto Coelho da Cunha documentou o cotidiano do escravizado da charqueada de sua família.
Ao longo dos anos, ele também escreveu para periódicos como: Revista do Parthenon (ao todo, 21 publicações), O Jornal do Comércio, Diário de Pelotas, A Opinião Publica e A Voz do Escravo.
A coluna de Alberto Coelho da Cunha pode ser dividida em duas fases caracterizadas pelo estilo de editoração. A primeira, entre os anos de 1928 e 1929, publicada diariamente no periódico “A Opinião Publica”, com título em destaque (“Antigualhas de Pelotas”), margens tipográficas diferenciadas e sua assinatura. A segunda, com auge de publicação em 1938 até sua morte, publicada no jornal “Diário Popular” no corpo do editorial, sem destaque ou assinatura, intitulada cada semana pelo nome de uma rua da cidade de Pelotas [, conjunto de publicações também chamado de "História das ruas de Pelotas"].— Jéssica Oliveira de Souza
O segundo conjunto de publicações também permite entender o desenvolvimento urbano da cidade, que Alberto Coelho da Cunha comparou à formação de um labirinto:
Por lugares onde não prevalece o alinhamento urbano e nem vigora o Código de Construções, como criações a parte, de regime independente foram formados bairros e vilas, cuja ligação com ruas do centro urbano, mal se ativa, tão confusa e perturbante é, como é a saída de um labirinto.— Alberto Coelho da Cunha

## Falecimento
Alberto Coelho da Cunha faleceu em 15 de outubro de 1939, de um ataque de hemiplegia, na cidade em que nascera: Pelotas, no Rio Grande do Sul.
Uma coleção de suas crônicas encontra-se na Biblioteca Pública Pelotense (BPP), compondo o Fundo Documental Alberto Coelho da Cunha, e contribui para entender a cidade de Pelotas do século XX.

## Vida pessoal
Alberto Coelho da Cunha tinha uma irmã chamada Silvana Cunha, casada com Guilherme Echenique. "Pelo lado paterno são seus avós José Inácio da Cunha e Zeferina Gonçalves da Cunha. Sendo bisavôs paternos Manoel Inácio Gomes e Tereza Maria da Silva, ao mesmo tempo paternos e maternos, Felisberto Gonçalves Leal e Anna Maria de Jesús, e pelo materno Jerônimo José Coelho e Maria Avila da Silveira".
Em 1892, então com 38 anos de idade, ele casou-se com Clotildes Antunes, também natural da cidade de Pelotas, com quem teve um filho em 1903, Octavio Antunes da Cunha.
Alberto Coelho da Cunha era republicano e abolicionista.

## Obras
Quando da republicação do conto "Pai Felipe: um episódio de charqueada", na Revista História em Revista, Eduardo Arriada faz uma compilação das publicações do autor:
Textos literários
- Contos Rio-Grandenses (1872),
- A Mãe de Ouro (1873),
- Fantasias e Caprichos (1873),
- Fantasias: Mimi e Meu Anjo Escuta (1873),
- Fantasias: Vozes à toa; Vozes de amor e a morte de Serafina (1873),
- Fantasias: Vozes a Esmo (1873),
- Pai Felipe: Um episódio de xarqueada (1874),[3]
- Um Farrapo não se rende (1874/75),
- Fantasia: A filha do capataz (1874/75).

Textos históricos
- O Municipio de Pelotas: Sua riqueza e prosperidade (1910),

- Dados Estatísticos (1910-1911): Intendência Municipal (1911),
- Coletânea de apontamentos históricos e estatísticos sobre o municipio de Pelotas (1939),
- Cidade de Pelotas: Noticia histórica (1914),
- Os templos de Pelotas (1914),
- Cursos dágua de Pelotas (1927),
- Reminiscências de um contemporâneo (1927),
- A vinda do padroeiro de Pelotas (1929),
- Os velhos cemitérios de Pelotas (1929),
- Antigualhas de Pelotas (1935).

Publicação em jornal
- Antigualhas de Pelotas - 81 artigos em "A Opinião Pública” (de 29.06.1928 a 20.12.1928),
- História das ruas de Pelotas - no "Diário Popular" (de 06.10.1938 a 24.10.1939).

Manuscritos a que Eduardo Arriada teve acesso
- Apontamentos históricos sobre Pelotas,
- Autobiografia,
- Cidade de Pelotas: população, logradouros, estatística (1855-1898),
- Distritos do Município de Pelotas,
- Sintese histórica da Beneficência Portuguesa, Santa Casa de Misericórdia,
- Asilo de Orfão Nossa Senhora da Conceição, Asilo São Benedito e Asilo de Mendigos.